# Matthias Spaetgens
Matthias Spaetgens (* 5. Juni 1973 in Trier) ist Chief Creative Officer und Partner von Scholz & Friends sowie Professor an der Universität für angewandte Kunst in Wien, Österreich.

## Biografie
Spaetgens arbeitet seit 1997 bei Scholz & Friends. Seit 2004 ist er u. a. für die Kampagne „Dahinter steckt immer ein kluger Kopf“ der Frankfurter Allgemeinen Zeitung verantwortlich. Die Kampagne gilt laut Der Spiegel als „Jahrhundertkampagne“ und als eine der meist ausgezeichneten Kampagnen Deutschlands.
Von 2007 bis 2009 besuchte er die internationale  Berlin School of Creative Leadership, die er mit dem Executive MBA abschloss. Seit 2010 leitet er die Klasse für Grafik und Werbung (Klasse für Ideen) an der Universität für angewandte Kunst in Wien. Er folgte in dieser Funktion Walter Lürzer.
Zum Tode von Vicco von Bülow alias Loriot textete er 2011 die Todesanzeige mit den Worten „Lieber Gott, viel Spaß.“
Spaetgens war unter anderem Mitglied der Filmjury der Cannes Lions, des D&AD oder Clio. 2017 war er Präsident der Jury des Creativ Club Austria.
Im Jahr 2009 war er (laut Big Won Report) bester Creative Director weltweit. 2021 belegte er im „World Creative Ranking“ der globalen Medienplattform „The Drum“ Platz 2 der erfolgreichsten Kreativchefs weltweit.

## Publikationen
- Bundesliga raus aus Afghanistan! 25.856 Forderungen an Merkel – was die Deutschen wirklich wollen, Martin Sonneborn und Matthias Spaetgens (Hg.), Schwarzkopf & Schwarzkopf Verlag, ISBN 978-3-86265-335-5[7]
- Über den Umgang mit E-Mails: Die Scholz & Friends E-Mail-Etikette, von Matthias Spaetgens (Autor), Oliver Handlos (Autor), Verlag Hermann Schmidt GmbH & Co. KG, ISBN 978-3-87439-774-2[8]
- Alle meine Freunde: Über den Umgang mit Facebook und Co. Die Scholz & Friends Social Media Etikette, von Matthias Spaetgens (Autor), Oliver Handlos (Autor), Verlag Hermann Schmidt GmbH & Co. KG, ISBN 978-3-87439-854-1[9]
- Meeting Tokyo’s Creatives,  Matthias Spaetgens (Hg.), ISBN 978-3-200-04604-7[10]